# Балар, Антуан Жером
Антуан Жером Балар (фр. Antoine-Jérôme Balard; 30 сентября 1802, Монпелье — 30 марта 1876, Париж) — французский химик, член Парижской академии наук (с 1844 года).

## Биография
Антуан Жером Балар родился 30 сентября 1802 года в Монпелье. Получив образование, сперва был фармацевтом, затем стал профессором университета в Монпелье и в Париже (с 1842 года). Изучая рассолы средиземноморских соляных промыслов, в 1826 году открыл новый элемент, который назвал «муридом» (от лат. muria — рассол); вскоре Гей-Люссак переименовал его в бром.
В 1830 году  Лондонское королевское общество наградило учёного одной из своих высших наград — Королевской медалью.
Антуан Жером Балар умер 30 марта 1876 года в городе Париже.
Был другом Луи Пастера.